# 琳恩·伯克
琳恩·伯克（英語：Lynn Burke，1943年3月22日—），美国女子游泳运动员。她曾代表美国参加1960年夏季奥林匹克运动会游泳比赛，获得女子100米仰泳和女子4×100米混合泳接力金牌。